# Arne Ammerer
Arne Ammerer (* 18. September 1996) ist ein österreichischer Fußballspieler.

## Karriere
Ammerer begann seine Karriere beim FC Bad Gastein. 2010 kam er in die Akademie der SV Ried. Zur Saison 2014/15 rückte er in den Kader der viertklassigen Amateure auf, für die er im August 2014 in der OÖ Liga debütierte.
Nach über 70 Spielen für die Amateure erhielt er im Juni 2017 einen Profivertrag bei den Riedern. Sein Debüt in der zweiten Liga gab er im Juli 2017, als er am zweiten Spieltag der Saison 2017/18 gegen den SC Austria Lustenau in der 85. Minute für Julian Wießmeier eingewechselt wurde. Mit Ried stieg er 2020 in die Bundesliga auf, in drei Jahren in der zweithöchsten Spielklasse kam er zu 45 Einsätzen.
In der Bundesliga spielte Ammrerer allerdings keine Rolle mehr und stand lediglich einmal einsatzlos im Spieltagskader. Daraufhin wechselte er im Jänner 2021 zum Zweitligisten SKU Amstetten. Für die Niederösterreicher kam er insgesamt zu 69 Zweitligaeinsätzen. Nach der Saison 2022/23 verließ er den Verein.
Zur Saison 2023/24 wechselte er dann zum viertklassigen ASKÖ Oedt.